# Stanley Pons
Stanley Pons (* 8. Februar 1943 in Valdese, North Carolina) ist ein US-amerikanischer Elektrochemiker, der durch seine Arbeit mit Martin Fleischmann über kalte Fusion in den 1980er- und 1990er-Jahren bekannt wurde.

## Leben
Pons und Fleischmann trafen sich, als Pons Student in Professor Alan Bewicks Gruppe an der University of Southampton war, wo er 1978 seinen Ph.D. erhielt. Am 23. März 1989, als Pons Forscher an der University of Utah war, veröffentlichten er und Fleischmann die experimentelle Entdeckung der kalten Fusion – ein Ergebnis, das vorher als unerreichbar angesehen wurde. Nach einer kurzen Periode öffentlichen Beifalls wurde beiden schlampige Forschung und nicht reproduzierbare, ungenaue Ergebnisse vorgeworfen. Pons übersiedelte 1992 zusammen mit Martin Fleischmann nach Frankreich, um am IMRA Labor (Teil der Technova Corporation, ein Tochterunternehmen von Toyota) zu arbeiten. 1995 trennten sich die Wege der beiden, als zuerst Fleischmann und ein Jahr später auch Pons das Unternehmen verließen.
Seit 1999 lebt Pons in Südfrankreich. Nach einem Bericht der chemischen Fakultät der University of Utah ist er seit 2000 nicht mehr in der Forschung tätig.